# Jayena
Jayena là một đô thị trong tỉnh Granada, Tây Ban Nha. Theo điều tra dân số 2005 (INE), đô thị này có dân số là 1237 người.
36°57′B 3°49′T / 36,95°B 3,817°T